# Bewhy
Lee Byung-yoon ( Hangul : 이병윤; n. 15 iunie 1993, Incheon, Coreea de Sud),  mai cunoscut sub numele său de scenă BewhY ( Hangul : 비와이), este un rapper sud-coreean și membru al echipei '$exy $treet & Yello Music crew' . Inițial a ales „BY” ca nume de scenă, dar l-a schimbat în „BewhY” pentru a da un sens numelui. Numele a fost dat de rapperul C Jamm, un vechi prieten din liceu.
Bewhy a câștigat primul loc la Show Me the Money 5 în 2016,  iar prietenul din copilărie C Jamm a ocupat locul al doilea în emisiune.  Bewhy este cunoscut pentru că este un creștin devotat. 

## Viața personală
În octombrie 2020, Bewhy s-a căsătorit cu partenera sa non-celebritate cu care se întâlnea de 8 ani. 
Bewhy este programat să se înroleze în armată pe 23 august 2021, unde va servi ca ofițer de poliție în corpul marinei. 

## Discografie

### Albume de studio
| Titlu                                                         | Detalii album | Pozițiile grafice de vârf | Vânzări      |
| Titlu                                                         | Detalii album | KOR </br>                 | Vânzări      |
| ------------------------------------------------------------- | --- | ------------------------- | ------------ |
| Time Travel                                                   | - Lansat: 10 martie 2015 - Etichetă: Sexy Street & Yello Music, Luminant Entertainment - Formate: CD, descărcare digitală | —                         | N/A          |
| The Blind Star                                                | - Lansat: 17 septembrie 2017 - Etichetă: Dejavu Group, LOEN Entertainment - Formate: CD, descărcare digitală              | 13                        | - KOR: 1.454 |
| The Movie Star                                                | - Lansat: 25 iulie 2019 - Etichetă: Dejavu Group, LOEN Entertainment - Formate: CD, descărcare digitală                   | 38                        | - KOR: 1.000 |
| „-” indică versiunile care nu au fost reprezentate în grafic. | |                           |              |

### Piese extinse
| Titlu                                                         | Detalii album                                                                                               | Pozițiile grafice de vârf | Vânzări |
| Titlu                                                         | Detalii album                                                                                               | KOR </br>                 | Vânzări |
| ------------------------------------------------------------- | --- | ------------------------- | ------- |
| The Blind Star 0.5                                            | - Lansat: 3 septembrie 2017 - Etichetă: Dejavu Group, LOEN Entertainment - Formate: CD, descărcare digitală | —                         | N/A     |
| NEO CRESTIN                                                   | - Lansat: 15 iunie 2020 - Etichetă: Dejavu Group - Formate: CD, descărcare digitală                         |                           | N/A     |
| „-” indică versiunile care nu au fost reprezentate în grafic. | |                           |         |

### Mixtape
| Titlu         | Detalii album                                               |
| ------------- | ----------------------------------------------------------- |
| Be the Livest | - Lansat: 18 septembrie 2012 - Formate: descărcare digitală |

### Singles
| Titlu                                                                                          | An                  | Pozițiile grafice de vârf | Vânzări (DL)        | Album               |
| Titlu                                                                                          | An                  | KOR                       | Vânzări (DL)        | Album               |
| Ca artist principal                                                                            | Ca artist principal | Ca artist principal       | Ca artist principal | Ca artist principal |
| ---------------------------------------------------------------------------------------------- | ------------------- | ------------------------- | ------------------- | ------------------- |
| "Waltz"                                                                                        | 2014                | —                         | N/A                 | Non-album singles   |
| "Swimming Bananas" feat. Keebo                                                                 | 2014                | —                         | N/A                 | Non-album singles   |
| "The Time Goes On"                                                                             | 2015                | 17                        | - KOR: 716,690      | Time Travel         |
| "In Trinity"                                                                                   | 2015                | —                         | N/A                 | Non-album singles   |
| "Shalom"                                                                                       | 2016                | —                         | N/A                 | Non-album singles   |
| "Forever"                                                                                      | 2016                | 2                         | - KOR: 918,132      | Show Me the Money 5 |
| "Day Day" feat. Jay Park⁠(d)                                                                    | 2016                | 2                         | - KOR: 1,039,009    | Show Me the Money 5 |
| "Fake" (자화상 part 2)                                                                         | 2016                | 39                        | - KOR: 107,437      | Show Me the Money 5 |
| "Dejavu"                                                                                       | 2017                | 32                        | - KOR: 87,163       | The Blind Star      |
| "Hewgeso" (휴게소)                                                                             | 2017                | 73                        | - KOR: 30,475       | The Blind Star      |
| "Scar" (흔적)                                                                                  | 2017                | —                         | - KOR: 17,015       | The Blind Star 0.5  |
| "Red Carpet"                                                                                   | 2017                | 44                        | - KOR: 38,269       | The Blind Star 0.5  |
| "My Star"                                                                                      | 2017                | 64                        | - KOR: 32,722       | The Blind Star      |
| "Gottasadae" (가라사대)                                                                        | 2019                | 63                        | N/A                 | The Movie Star      |
| Colaborări                                                                                     |                     |                           |                     |                     |
| "Freezing" (얼어) cu Bill Stax, C Jamm, Konsoul & Scary'P                                      | 2015                | —                         | N/A                 | Non-album single    |
| "I'm Not The Person You Used To Know" (니가 알던 내가 아냐) cu Simon Dominic⁠(d), One⁠(d), G2⁠(d) | 2016                | 2                         | - KOR: 751,667      | Show Me the Money 5 |
| "XamBaqJa" (쌈박자) cu Simon Dominic⁠(d)                                                        | 2016                | 29                        | - KOR: 110,830      | Show Me the Money 5 |
| "Puzzle" cu C Jamm                                                                             | 2016                | 3                         | - KOR: 697,668      | Non-album single    |
| "International Wave" with Talib Kweli                                                          | 2016                | 64                        | - KOR: 50,305       | Non-album single    |
| "Someday" cu Asura                                                                             | 2016                | 100                       | - KOR: 18,164       | Non-album single    |
| "Uno" (우노) cu Big K.R.I.T.                                                                   | 2017                | 97                        | - KOR: 15,380       | Non-album single    |
| "Like Me" cu A$AP TyY & C Jamm                                                                 | 2017                | —                         | N/A                 | Non-album single    |
| "Karma" cu Babylon⁠(d), Verbal Jint⁠(d), The Quiett⁠(d), TakeOne, Nucksal⁠(d)                      | 2018                | —                         | N/A                 | Caelo               |
| "Side By Side"                                                                                 | 2020                | —                         | N/A                 | Sweet Home          |
| „-” indică versiunile care nu au fost reprezentate în grafic                                   |                     |                           |                     |                     |

## Filmografie

### Seriale TV
| An   | Rețea | Program | Rol                   |
| ---- | ----- | ------- | --------------------- |
| 2018 | KBS2  | Suits   | El însuși, episodul 3 |

### Spectacol de varietăți
| An   | Rețea | Program             | Note                                 |
| ---- | ----- | ------------------- | ------------------------------------ |
| 2015 | Mnet  | Show Me the Money 4 | Concurent                            |
| 2016 | Mnet  | Show Me the Money 5 | Concurent, câștigător al sezonului 5 |
| 2018 | Mnet  | The Call            | Distribuție                          |

## Premii și nominalizări
| Year | Award                      | Category                        | Nominated work                                   | Result       | Ref.   |
| ---- | -------------------------- | ------------------------------- | ------------------------------------------------ | ------------ | ------ |
| 2016 | Melon Music Awards⁠(d)      | Top Ten Artists                 | N/A                                              | Câștigat     | [ 23 ] |
| 2016 | Mnet Asian Music Awards    | Best Rap Performance⁠(d)         | "Puzzle" (with C Jamm⁠(d)                         | Câștigat     | [ 24 ] |
| 2017 | Gaon Chart Music Awards⁠(d) | Discovery of the Year (Hip Hop) | N/A                                              | Câștigat     | [ 25 ] |
| 2017 | Korean Music Awards⁠(d)     | Rookie of the Year              | N/A                                              | Nominalizare | [ 26 ] |
| 2017 | Korean Music Awards⁠(d)     | Best Hip Hop Song               | "Forever"                                        | Câștigat     | [ 27 ] |
| 2017 | Korean Hip-hop Awards⁠(d)   | Artist of the Year              | N/A                                              | Nominalizare | [ 28 ] |
| 2017 | Korean Hip-hop Awards⁠(d)   | Hip Hop Track of the Year       | "Forever"                                        | Câștigat     | [ 29 ] |
| 2017 | Korean Hip-hop Awards⁠(d)   | Collaboration of the Year       | "₩ 1,000,000" (with G-Dragon, Okasian⁠(d) and CL) | Nominalizare | [ 28 ] |
| 2020 | Korean Hip-hop Awards      | Hip Hop Track of the Year       | "Gottasadae"                                     | În așteptare | [ 30 ] |
| 2020 | Korean Hip-hop Awards      | Music Video of the Year         | "Gottasadae"                                     | În așteptare | [ 30 ] |
| 2020 | Korean Music Awards        | Best Rap & Hip Hop Song         | "Gottasadae"                                     | În așteptare | [ 31 ] |